# Joanna Szczygielska
Renata Szykulska (ur. 2 czerwca 1983) – polska lekkoatletka, specjalizująca się w trójskoku, medalistka mistrzostw Polski.

## Kariera sportowa
Była zawodniczką AZS Łódź.
Na mistrzostwach Polski seniorek na otwartym stadionie zdobyła jeden medal: srebrny w trójskoku w 2004. 
Rekord życiowy w trójskoku: 13,40 (4.07.2004).